# Tokheim

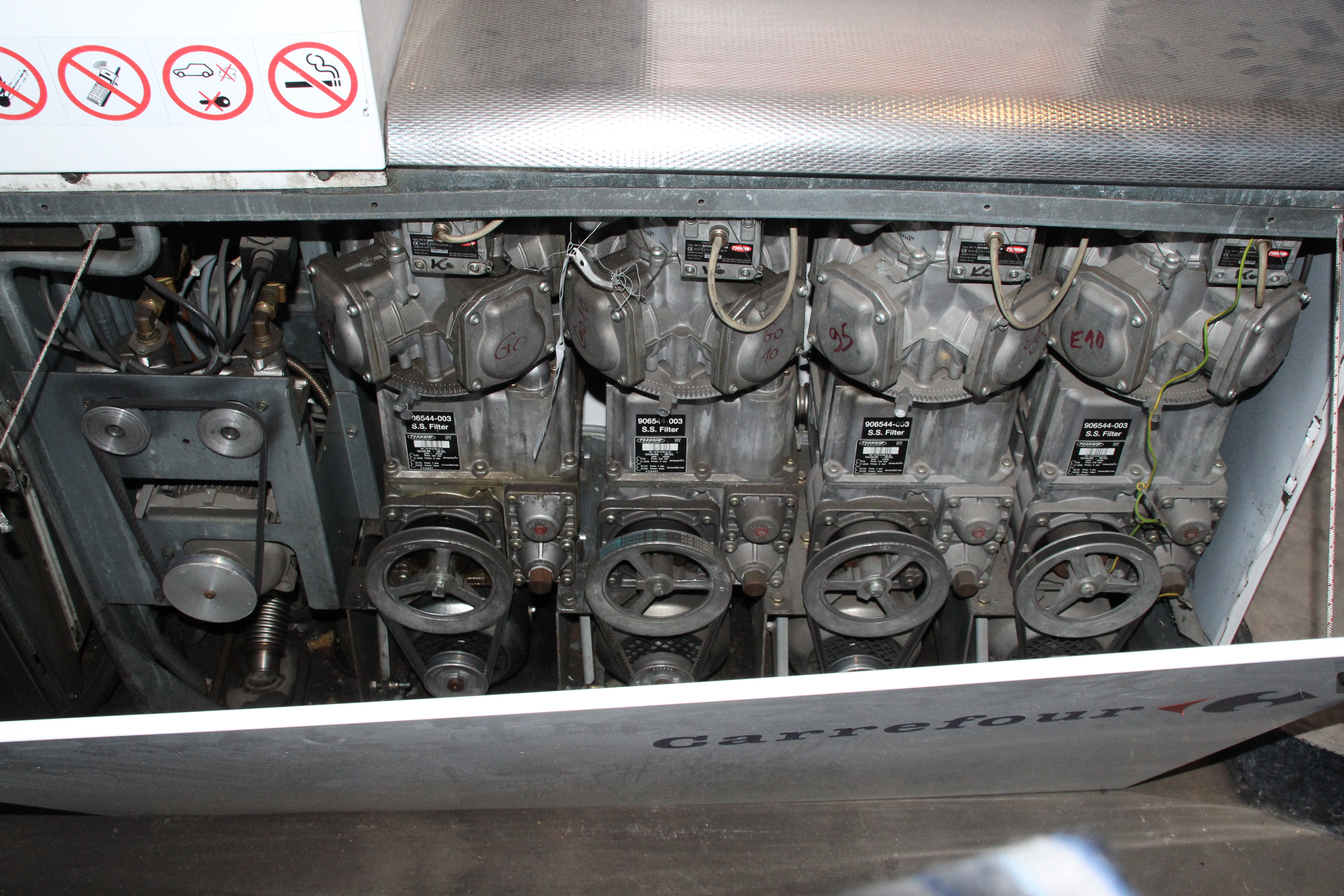
pompen van Tokheim in een tankstation van Carrefour in Frankrijk

Tokheim Group SAS is een Frans bedrijf dat brandstofpompen, installaties en diensten voor tankstations levert: brandstofpompen (ook voor alternatieve brandstoffen en LPG), betaalterminals en automatiseringssystemen, evenals bouw en onderhoud van tankstations. Het hoofdkantoor is gevestigd in Parijs en het bedrijf is in vele landen actief. Klanten van Tokheim zijn onder meer Shell, Esso en Carrefour.

## Geschiedenis
Tokheim was oorspronkelijk een Amerikaans bedrijf. In 1898 vond de uit Noorwegen afkomstige ijzerhandelaar John J. Tokheim (1871-1941) in Iowa een brandstofpomp uit waarmee de afgeleverde hoeveelheid nauwkeurig kon gemeten worden. Het succes van deze gepatenteerde uitvinding leidde tot de oprichting van de Tokheim Manufacturing Company in Cedar Rapids, Iowa in 1901. In 1910 namen twee multimiljonairs het bedrijf over en Tokheim werd aan de deur gezet. Hij ging verder met een eigen bedrijf dat cider- en azijnpompen leverde aan groothandels.
In 1918 werd Tokheim gekocht door een groep zakenlui uit Fort Wayne (Indiana), en naar die stad verplaatst. Dit werd de Tokheim Oil Tank and Pump Company en in 1953 de Tokheim Corporation. In 1954 werd Tokheim genoteerd op de beurs van New York.
Op 6 augustus 2003 werd de Tokheim Corporation failliet verklaard. De Noord-Amerikaanse activa van het bedrijf werden verworven door First Reserve, terwijl de buitenlandse activa en dochtermaatschappijen verdergingen als Tokheim S.A.S., met hoofdkwartier in Parijs. Het was voor 94% eigendom van AXA Private Equity en voor 6% van het Europees management.
Anno 2014 is Tokheim voor 66% eigendom van de Europese private-equityfirma Motion Equity Partners, voor 24% van het Fonds Stratégique d'Investissement van de Franse staat en voor 10% van het management.

## Tokheim in de Benelux
In 1953 opende Tokheim een fabriek in Leiden, die voorzien was om 300 benzinepompen per maand te produceren. Tegenwoordig is Tokheim Nederland gevestigd in Dordrecht en met een logistiek centrum in het industrieterrein van Bladel. Tokheim België is gevestigd in Turnhout.